# 牛麻箭竹
牛麻箭竹（学名：Fargesia emaculata）为禾本科箭竹属下的一个种。

## 扩展阅读
- 維基物種上的相關：牛麻箭竹